# Neon Rider
Neon Rider è una serie televisiva canadese in 64 episodi trasmessi per la prima volta nel corso di 5 stagioni dal 1990 al 1994.
È una serie del genere drammatico incentrata sulle vicende di un uomo di nome Michael Terry che termina il suo lavoro di psichiatra infantile per diventare un mentore per i ragazzi sbandati, disadattati o in difficoltà che egli porta nel suo ranch, per insegnare loro a condurre una vita migliore.

## Episodi
| Stagione         | Episodi    | Prima TV Canada | Prima TV Italia |
| ---------------- | ---------- | --------------- | --------------- |
| Prima stagione   | Pilot + 24 | 1990            |                 |
| Seconda stagione | 14         | 1991            |                 |
| Terza stagione   | 11         | 1992            |                 |
| Quarta stagione  | 5          | 1993            |                 |
| Quinta stagione  | 9          | 1994            |                 |

## Personaggi e interpreti

### Personaggi principali
- Michael Terry (64 episodi, 1989-1994), interpretato da Winston Rekert.
- Vic (64 episodi, 1989-1994), interpretato da Sam Sarkar.
È l'aiutante indiano di Michael.
- Philip Reid (64 episodi, 1989-1994), interpretato da William S. Taylor.
- Pin (64 episodi, 1989-1994), interpretato da Peter Williams.
- Rachel (63 episodi, 1990-1994), interpretata da Suzanne Errett-Balcom.
- Fox Devlin (42 episodi, 1989-1992), interpretata da Antoinette Bower.
È l'ex proprietaria del ranch.
- Eleanor James (39 episodi, 1991-1994), interpretata da Barbara Tyson.
- C.C. Dechardon (24 episodi, 1990-1994), interpretato da Alex Bruhanski.
È il cuoco.

### Personaggi secondari
- Walt (16 episodi, 1991-1994), interpretato da Philip Granger.
- Kevin (12 episodi, 1991-1994), interpretato da Jim Byrnes.
- Tony (6 episodi, 1990-1991), interpretato da Bruce Corkham.
- Sergio (6 episodi, 1991-1992), interpretato da Alfonso Quijada.
- Faye (6 episodi, 1990-1991), interpretata da Jennifer Copping.
- Roop (6 episodi, 1994), interpretato da Virk Roop.
- Jenny (5 episodi, 1991), interpretato da Morgan Brayton.
- Barb (5 episodi, 1994), interpretato da Joely Collins.
- Eileen (5 episodi, 1991-1993), interpretata da Halona Donaghy.
- Shauna (5 episodi, 1994), interpretata da Jude Lee.
- Maureen (5 episodi, 1992), interpretato da Nicole Parker.
- Benjie (4 episodi, 1990-1992), interpretato da Gabe Khouth.
- Peggy Jean (4 episodi, 1990-1991), interpretata da Celia Martin.
- Mary (4 episodi, 1992), interpretata da Elisabeth Rosen.
- Clara (4 episodi, 1990-1991), interpretata da Brigitta Dau.
- Charlene (3 episodi, 1989-1991), interpretata da Janne Mortil.
- Skate (3 episodi, 1990-1991), interpretato da Dax Belanger.
- Rose (3 episodi, 1992-1994), interpretata da Sarah Strange.
- Caleb MacKenzie (3 episodi, 1990-1994), interpretato da Matthew Walker.
- Dave (3 episodi, 1990-1993), interpretato da Martin Cummins.
- Constable Stuart (3 episodi, 1990-1992), interpretato da Garry Chalk.
- Harp (3 episodi, 1991-1994), interpretato da Jason Gaffney.
- Hernick (3 episodi, 1991-1994), interpretato da Stephen E. Miller.
- Dora 'Susie' Brody (3 episodi, 1991-1994), interpretata da Molly Parker.
- Alonzo (3 episodi, 1990-1994), interpretato da Jay Brazeau.
- Joe (3 episodi, 1990-1992), interpretato da Kevin McNulty.
- Dottore (3 episodi, 1990-1994), interpretato da Tom Heaton.
- Amanda (3 episodi, 1993-1994), interpretata da Kathe E. Mazur.
- Detective Hepburn (3 episodi, 1990-1993), interpretato da Jerry Wasserman.
- Emily (3 episodi, 1991-1992), interpretata da Lalainia Lindbjerg.
- Sandy (3 episodi, 1991-1992), interpretata da Ghislaine Crawford.

## Produzione
La serie, ideata da Winston Rekert e Danny Virtue, fu prodotta da Alliance Atlantis Communications, British Columbia Film Commission, Canadian Television (CTV) e Téléfilm Canada e girata a Mission e a Vancouver in Canada. Le musiche furono composte da Terry Frewer.

### Registi
Tra i registi della serie sono accreditati:
- Bruce Pittman in 17 episodi (1990-1994)
- George Bloomfield in 6 episodi (1990-1992)
- Neill Fearnley in 6 episodi (1990-1991)
- Winston Rekert in 4 episodi (1992-1994)
- Peter D. Marshall in 3 episodi (1991-1994)
- Mick MacKay in 3 episodi (1992-1994)
- Joseph L. Scanlan in 2 episodi (1990-1991)
- René Bonnière in 2 episodi (1990)
- Danny Virtue in 2 episodi (1993-1994)

## Distribuzione
La serie fu trasmessa Canada dal 15 settembre 1990 al 1994 sulla rete televisiva CTV e sulla YTV.
Alcune delle uscite internazionali sono state:
- Canada il 15 settembre 1990 (Neon Rider)
- in Francia (Le ranch de l'espoir)
- in Germania (Neon Rider)